# Équipe de Brunei de rugby à XV
L'équipe de Brunei de rugby à XV rassemble les meilleurs joueurs de rugby à XV de Brunei.

## Histoire
L'équipe de Brunei a joué son premier match international contre Singapour en 1999. Depuis, elle participe régulièrement aux compétitions internationales organisées par l'Asian Rugby Football Union (ARFU).
En 2006 et 2007, elle est en sixième division du championnat asiatique des nations. En 2008 et 2009, elle participe aux divisions régionales du Tournoi des cinq nations asiatique.